# Sphenolepis pygmaea
Sphenolepis pygmaea är en stekelart som beskrevs av Christian Gottfried Daniel Nees von Esenbeck 1834. Sphenolepis pygmaea ingår i släktet Sphenolepis och familjen finglanssteklar. Inga underarter finns listade i Catalogue of Life.